# 国际建筑师协会
国际建筑师协会（法語：Union International des Architectes，UIA），简称国际建协，总部位于法国巴黎。

## 历史沿革
早在国际建筑师协会成立前，1928年国际现代建筑协会（CIAM）在瑞士成立，成为第一个国际建筑师的非政府组织。1933年CIAM第4次会议通过了《雅典宪章》，标志着现代主义（国际式）建筑在国际建筑界的统治地位。二十世纪四十五十年代现代主义如日中天，与此同时，由联合国教科文组织协调于1948年6月28日在瑞士洛桑成立了国际建筑师协会，不同于CIAM的以建筑师个人为会员单位，UIA以国家和地区为会员单位的，当时有27个国家建筑师组织的代表参加。
进入五十年代以后，对于现代主义建筑持反思批评态度的建筑师开始增多，1956年，在南斯拉夫杜布罗夫尼克召开的CIAM第十次会议上，以阿尔多·凡·艾克（Aldo Van Eyck）为首的一批年轻建筑师向国际式提出挑战，公开反对以功能主义、机械美学为基础的现代主义理论。这直接导致了在1959年荷兰鹿特丹举行的CIAM第11次会议上，由于新老两派建筑师的严重分歧，导致CIAM宣告解散。
与此同时，UIA由于坚持各成员相互了解、彼此尊重的原则，没有受到当时建筑学术界新老两派斗争的影响。成功发展到现在，UIA已经成为最具影响力的国际建筑师组织，世界建筑师大会也成为世界建筑师们交流思想的盛会。

## 宗旨和职能
国际建筑师协会是一个国际非政府组织（NGO），其宗旨是联合全世界的建筑师，不论他们的国籍（nationality）、种族（race）、宗教或政治信仰（religion）、职业训练和建筑学说如何（architectural achool of though），建立起相互了解、彼此尊重的关系，交换学术思想和观点，吸取经验，扩大知识，取长补短，在国际社会代表建筑行业，促进建筑和城市规划不断发展。确定建筑师的职能，在各个领域促进建筑教育的发展，建立职业范围，积极支持各国的建筑师组织维护建筑师的权利和地位，促进建筑师及有关人员之间的国际交流活动。
国际建协要求其成员以最高的职业道德和规范，赢得和保持公众对建筑师诚实和能力的信任；强调与质量、可持续性发展、文化和社会价值相关的建筑的作用和功能以及与公众的关系；通过重建遭到毁坏的城市和乡村，更有效地改善人类居住条件；更好地理解不同的人群和民族，为实现人类物质和精神的追求而继续奋斗；促进人类社会进步，维护和平，反对战争。
国际建协的正式语言为英语、法语、俄语和西班牙语，工作语言为英语和法语。国际建协的主要活动有每3年召开1次会员代表大会，选举新的理事会；并在同期举行世界建筑师大会（WORLD CONGRESS OF ARCHITECTS，UIA），每次大会确定一个学术交流主题，一般有2000至8000名建筑师参加。国际建协还通过专业工作组组织各国建筑师之间的交流与合作，组织和支持举办建筑、城市规划和建设展览会。每3年评审和颁发1次国际建协金奖和专业奖。国际建协的出版物有会讯（月刊）、会员名册、大会和学术会议文集以及有关建筑和城市建设的文献。

## 组织机构
国际建协的最高权力机构是会员代表大会，每3年举行1次，代表名额由1－11不等，根据会员组织所在国的人均GNP和建筑师的数量而定，计算方法经会员大会批准。代表大会确定该组织的总方针，选举理事会和执行局成员。理事会由5个区域中每区的4个理事国代表和执行局9位成员（主席、上届主席、5位副主席、秘书长、司库）组成。秘书处负责协会的日常事务，经费来源于会员上交的会费。
国际建协目前共设有23个专业工作组，包括：建筑能源、人居持续发展、建筑遗产、教育与文化空间、体育、娱乐与旅游、城乡规划、工作场所与商业空间、热带建筑、建筑与森林保护、医疗卫生建筑、建筑与生态、宗教建筑、人类居住、无家可归者的居所、建筑职业实践（秘书处工作由美国和中国建筑学会共同负责）、中等城市及全球城市化、城市居住与自然灾害、科学与高科技设施、建筑遗产信息中心、战后城市重建、国际竞赛、未来建筑、北京之路(该工作组秘书处设在中国建筑学会内)。国际建协还是联合国教科文组织的A级咨询组织。
国际建协的会员组织（UIA Section）分为正式会员（Member，有投票权）、临时会员（Temporary Member，无投票权）和准会员（Admission Member，无投票权）3 类，不设个人会员。正式会员（会员人数不少于50人）应是代表该国、地区或领地职业建筑师的主要团体，应能独立自主处理内部事务和行使管理权力。临时会员：国家、郡县联合地区或领地的学术组织，该组织建筑师少于50人，非单一建筑师团体的专业学术组织。准会员：与建筑师职业相关、有意参加国际建协活动的其他国际组织。每个国家、郡县联合地区（Regional Group of Counties）或领地（Territory），仅允许一个正式会员或临时会员代表其建筑师参加国际建协。国际建协现有会员组织92个，其中正式会员89个，临时会员3个，另外还有准会员7个，代表世界上近100万建筑师。按地理划分为5个区域。

### 1区—西欧
14个正式会员
- 安道尔   Andorra
- 比利时   Belgium
- 法国     France
- 德国     Germany
- 爱尔兰   Ireland
- 意大利   Italy
- 卢森堡   Luxembourg
- 马耳他   Malta
- 荷兰     Netherlands
- 北欧五国    Nordic Countries （包括丹麦、瑞典、挪威、芬兰和冰岛）
- 葡萄牙  Portugal
- 西班牙  Spain
- 瑞士   Switzerland
- 联合王国 United Kingdom

### 2区—中东和东欧
26个正式会员
- 亚美尼亚  Armenia
- 阿塞拜疆  Azerbaijan
- 波罗的海诸国  Baltic Countries （包括爱沙尼亚、拉脱维亚和立陶宛）
- 波斯尼亚和黑塞哥维那 Bosnia and Herzegovina
- 保加利亚  Bulgaria
- 克罗地亚  Croatia
- 塞浦路斯  Cyprus
- 捷克    Czech Republic
- 乔治亚  Georgia
- 希腊  Greece
- 匈牙利  Hungary
- 以色列  Israel
- 哈萨克斯坦  Kazakstan
- 黎巴嫩  Lebanon
- 巴勒斯坦  Palestine
- 波兰  Poland
- 罗马尼亚  Romania
- 俄罗斯  Russia
- 斯洛伐克  Slovak Republic
- 斯洛文尼亚  Slovenia
- 叙利亚  Syria
- 马其顿  The Former Yugoslav Republic of Macedonia
- 土耳其  Turkey
- 乌克兰  Ukraine
- 乌兹别克斯坦  Uzbekistan
- 南斯拉夫  Yugoslavia

1个准会员
- 白俄罗斯  Belarus

### 3区—美洲
19个正式会员
- 玻利维亚  Bolivia
- 巴西  Brazil
- 加拿大  Canada
- 智利  Chile
- 哥伦比亚  Colombia
- 哥斯达黎加  Costa Rica
- 多米尼加  Dominican Republic
- 厄瓜多尔  Ecuador
- 洪都拉斯  Honduras
- 牙买加  Jamaica
- 墨西哥  Mexico
- 安的列斯群岛（荷属）Netherlands Antilles
- 尼加拉瓜 Nicaragua
- 巴拿马  Panama
- 波多黎各  Puerto Rico
- 特立尼达和多巴哥 Trinidad & Tobago
- 美国  United States of America
- 乌拉圭  Uruguay
- 委内瑞拉  Venezuela

2个临时会员
- 巴哈马  Bahamas
- 苏里南  Suriname

1个准会员
- 巴巴多斯  Barbados

### 4区—亚洲和澳大利亚
17个正式会员
- 澳大利亚  Australia
- 孟加拉国  Bangladesh
- 香港   Hong Kong
- 印度   India
- 日本   Japan
- 澳门   Macau
- 马来西亚  Malaysia
- 蒙古  Mongolia
- 新西兰  New Zealand
- 朝鲜  People's Democratic Republic of Korea
- 中国  Peoples Republic of China
- 菲律宾  Philippines
- 韩国  Republic of Korea
- 新加坡  Singapore
- 越南  Socialist Republic of Viet-Nam
- 斯里兰卡 Sri Lanka
- 泰国 Thailand
- 臺灣 Taiwan

2个临时会员
- 斐济  Fiji
- 伊朗  Iran

### 5区—非洲
13个正式会员
- 喀麦隆  Cameroon
- 科特迪瓦（象牙海岸）  Côte d'Ivoire
- 埃及  Egypt
- 毛里求斯  Mauritius
- 肯尼亚  Kenya
- 马里  Mali
- 摩洛哥  Morocco
- 纳米比亚  Namibia
- 尼日利亚  Nigeria
- 南非  South Africa
- 坦桑尼亚  Tanzania
- 突尼斯  Tunisia
- 乌干达  Uganda

4个准会员
- 贝宁
- 埃塞俄比亚
- 塞拉利昂
- 苏丹

## 国际建协历届主席
1948~1953年    阿伯克罗毕（Sir Patrick Abercrombie）
1953~1957年    楚米（Jean Tschumi）
1957~1961年    马多尼斯·莱斯塔（Hector Mardones-Restat）
1961~1965年    马修（Sir Robert Matthew）
1965~1969年    波多因（Eugene Beaudouin）
1969~1972年    马汀（Romon Corona Martin）
1972~1975年    奥拉夫（Georgi Orlov）
1975~1978年    巴拉（Jai Rattan Bhalla）
1978~1981年    摩尔（Louis de Moll）
1981~1984年    拉霍兹（De la Hoz）
1984~1987年    斯托伊洛夫（Georgi Stoilov）
1987~1990年    哈克尼（Rod Hackney）
1990~1993年    马杰柯杜米（Olufemi Majekodunmi）
1993~1996年    都罗（Jaime DURO Pifarre，西班牙）
1996~1999年    莎拉（ Sara Topelson de Grinberg，墨西哥）
1999~2002年    斯戈泰斯（Vassilis Sgoutas，希腊）
2003~2005年    杰米莱纳 (Jaime LERNER, 巴西)

## 历届世界建筑师大会
- 1948年  第1届 建筑面临的新任务——瑞士洛桑
- 1951年  第2届 新任务下建筑的选择——摩洛哥拉巴特
- 1953年  第3届 处在十字路口的建筑——葡萄牙里斯本
- 1955年  第4届 建筑学与建筑之演化——荷兰海牙
- 1958年  第5届 城市的改造与建设——前苏联莫斯科
- 1961年  第6届 新技术与新材料——英国伦敦
- 1963年  第7届 发展中国家的建筑——古巴哈瓦那
- 1965年  第8届 建筑师的训练——法国巴黎
- 1967年  第9届 建筑与人类环境——捷克斯洛伐克布拉格
- 1969年  第10届  建筑是社会之原动力——阿根廷布宜诺斯艾利斯
- 1972年  第11届  建筑与娱乐——保加利亚瓦尔纳
- 1975年  第12届  创造与技术——西班牙马德里
- 1978年  第13届  建筑与国家的发展——墨西哥墨西哥城
- 1981年  第14届  建筑·人·环境——波兰华沙
- 1985年  第15届  建筑师目前与未来的使命——埃及开罗
- 1987年  第16届  住房与城市—建设明日世界——英国布赖顿
- 1990年  第17届  文化与技术——加拿大蒙特利尔
- 1993年  第18届  2000年的展望——美国芝加哥
- 1996年  第19届  城市建筑的现状和未来——西班牙巴塞罗那
- 1999年  第20届  21世纪的建筑学——中国北京
- 2002年  第21届  资源建筑——德国柏林
- 2005年  第22届  城市：建筑的百货商店——土耳其伊斯坦布尔
- 2008年  第23届  ——意大利都灵
- 2011年  第24届  ——日本东京
- 2014年  第25届  ——南非德班
- 2017年  第26届  ——韩国首尔
- 2020年  第27届  ——巴西里约热内卢

## 中国与国际建协
中国建筑学会自1955年参加国际建协以来，曾有多人次担任国际建协的领导职务。南京工学院院长、院士杨廷宝1957年至1963年任国际建协副主席；中国建筑科学研究院副院长、总工程师何广乾1978年至1985年任国际建协理事；清华大学建筑系主任、院士、教授吴良镛1985至1991年任国际建协理事、副主席；建设部原副部长、院士周干峙1991-1996年任国际建协理事；建设部原副部长、中国建筑学会名誉理事长叶如棠自1996-2002年担任国际建协理事。建设部原副部长、中国建筑学会理事长宋春华2002年7月当选国际建协理事，任期2003-2005年。
1999年6月23日至26日国际建协第20届世界建筑师大会在北京举行，大会注册报名6,681人，其中境外代表2,185人，国内代表4,496人(包括在校学生2,328人)。会议出版论文集四卷共计16,232册；32,670人次参加了大会报告和学术讨论；大会期间共举办12个展览，接待观众92,000人次。大会发布了《北京宪章》，这是继《雅典宪章》和《马丘比丘宪章》之后国际建筑界的第三个宪章，具有重要的历史意义。